# La Roche-l'Abeille
La Roche-l'Abeille è un comune francese di 610 abitanti situato nel dipartimento dell'Alta Vienne nella regione della Nuova Aquitania.

## Storia

### Simboli
Sul sito del comune la torre è blasonata in cima al monte ma nel disegno è raffigurata attraversante.

## Società

### Evoluzione demografica
Abitanti censiti